# سالوادور فلامنکو
سالوادور فلامنکو (اسپانیایی: Salvador Flamenco‎؛ زادهٔ ۲۸ فوریهٔ ۱۹۴۷) بازیکن فوتبال اهل السالوادور بود.
از باشگاه‌هایی که در آن بازی کرده‌است می‌توان به باشگاه فوتبال فاس اشاره کرد.
وی همچنین در تیم ملی فوتبال السالوادور بازی کرده‌است.